# División de Honor Oro Femenina de Balonmano 2022-23
La División de Honor Oro femenina de balonmano 2022-23 es la primera temporada de la competición de liga de la segunda categoría del balonmano femenino en España, la primera con el nombre de División de Honor Oro.
La reestructuración de la División de Honor Oro hizo que la primera temporada de este liga la formaran un total de 12 equipos. La primera jornada fue el 2 de octubre y la última será el 14 de mayo.

## Resultados
El Lobas Global ATAC Oviedo se proclamó campeón y ascendió automáticamente a División de Honor. Los otros 3 equipos clasificados para la fase de ascenso son Club Balonmano Morvedre, el Elda Prestigio y el Lanzarote Zonzamas.
En la fase clasificatoria a la División de Honor subió el Elda Prestigio tras imponerse en la final al Balonmano Morvedre por 23 a 21.
El Balonmano Santa Cruz de Tenerife y el Handbol Sant Quirze descendieron a falta de una jornada.
Alexandrina Cabral Barbosa, del Balonmano Morvedre, se proclamó, con una media de 8,14 goles por partido y 179 dianas (5 más que Gleinys Reyes y 52 más que la tercera goleadora Brenda Roger, ambas del Zonzamas), la máxima artillera de la categoría.

## Equipos
| Inscritos 2022-23                |
| -------------------------------- |
| Elda Prestigio                   |
| Lanzarote - Puerto del Carmen    |
| Vino Doña Berenguela BM. Bolaños |
| Soliss BM Pozuelo de CVA         |
| Lanzarote Zonzamas               |
| Handbol Sant Quirze              |
| Balonmano Santa Cruz de Tenerife |
| Rodríguez Cleba                  |
| Errece Almassora Balonmano       |
| Uneatlantico Pereda              |
| Lobas Global ATAC Oviedo         |
| Balonmano Morvedre               |

## Clasificación
|                                                                    | Equipo                           | Puntos | J  | G  | E | P  | GF  | GC  | DG   |
| ------------------------------------------------------------------ | -------------------------------- | ------ | -- | -- | - | -- | --- | --- | ---- |
| 1                                                                  | Lobas Global ATAC Oviedo         | 36     | 21 | 18 | 0 | 3  | 568 | 469 | 99   |
| 2                                                                  | Balonmano Morvedre               | 33     | 21 | 15 | 3 | 3  | 607 | 481 | 126  |
| 3                                                                  | Elda Prestigio                   | 31     | 21 | 15 | 1 | 5  | 578 | 504 | 74   |
| 4                                                                  | Lanzarote Zonzamas               | 26     | 21 | 12 | 2 | 7  | 561 | 543 | 18   |
| 5                                                                  | Lanzarote - Puerto del Carmen    | 26     | 21 | 12 | 2 | 7  | 551 | 486 | 65   |
| 6                                                                  | Vino Doña Berenguela BM. Bolaños | 25     | 21 | 11 | 3 | 7  | 567 | 505 | 62   |
| 7                                                                  | Soliss BM Pozuelo de CVA         | 24     | 21 | 12 | 0 | 9  | 570 | 540 | 30   |
| 8                                                                  | ERRECE ALMASSORA BM.             | 14     | 21 | 5  | 4 | 12 | 532 | 600 | -68  |
| 9                                                                  | Rodríguez Cleba                  | 14     | 21 | 6  | 2 | 13 | 619 | 649 | -30  |
| 10                                                                 | Uneatlantico Pereda              | 13     | 21 | 6  | 1 | 14 | 477 | 572 | -95  |
| 11                                                                 | Balonmano Santa Cruz de Tenerife | 8      | 21 | 3  | 2 | 16 | 485 | 582 | -97  |
| 12                                                                 | Handbol Sant Quirze              | 2      | 21 | 1  | 0 | 20 | 479 | 663 | -184 |
| Fuente: Federación Española de Balonmano; actualización automática |                                  |        |    |    |   |    |     |     |      |